# Polypedilum stictopternum
Polypedilum stictopternum är en tvåvingeart som beskrevs av Jean-Jacques Kieffer 1920. Polypedilum stictopternum ingår i släktet Polypedilum och familjen fjädermyggor. Inga underarter finns listade i Catalogue of Life.